# Curtis Guillory
Curtis John Guillory SVD (ur. 1 września 1943 w Mallet, Luizjana) – amerykański duchowny katolicki, werbista, w latach 2000–2020 biskup Beaumont w metropolii Galveston-Houston.
Jest jednym z szesnaściorga dzieci Wilfreda i Theresy. Jego rodzice kupili farmę w Alabamie i już od najmłodszych lat Curtis musiał pomagać w utrzymaniu gospodarstwa wstając wcześnie przed szkołą i pracując do wieczora po szkole. Ukończył seminarium werbistów w Bay St. Louis i dnia 16 grudnia 1972 otrzymał święcenia kapłańskie w swym rodzinnym kościele parafialnym w Mallet. Po ukończeniu dalszych studiów w Omaha rozpoczął pracę duszpasterską w Nowym Orleanie. Pracował również w tamtejszym seminarium werbistów i komitecie National Black Catholic Administrators.
29 grudnia 1988 otrzymał nominację na biskupa pomocniczego Galveston-Houston ze stolicą tytularną Stagnum. Sakry udzielił mu bp Joseph Fiorenza. Jako członek zasiada m.in. w Komitetach ds. Afroamerykanów i Duchowieństwa w Konferencji Biskupów Amerykańskich. 2 czerwca 2000 mianowany ordynariuszem Beaumont. Ingres odbył się 28 lipca 2000. Jest pierwszym Afroamerykaninem, który został biskupem diecezjalnym w stanie Teksas.
9 czerwca 2020 przeszedł na emeryturę. 